# کوه یخی ای۷۶

جدا شدن کوه یخی ای۷۶ و مقایسهٔ اندازهٔ آن با جزیرهٔ مایورکا.

کوه یخی ای۷۶ (انگلیسی: Iceberg A-76) در اواسط ماه مه ۲۰۲۱، پیش از آن که به سه قسمت تقسیم شود، بزرگ‌ترین کوه یخی شناور جهان بود که از قفسه یخی Filchner-Ronne در قطب جنوب تولید شد.
کوه یخ جدید که در واقع قطعه‌ای از قفسه یخی شناور است، از سمت غربی قفسه یخی جدا شده‌است. این دریا از طریق دریای ودل شناور شد و تا سال ۲۰۲۳ به اقیانوس اطلس جنوبی نزدیک جورجیای جنوبی رسید که توسط جریان‌ها و بادها حمل می‌شد. کوه یخ حدود ۱۷۰ کیلومتر (۱۱۰ مایل) طول و ۲۵ کیلومتر (۱۶ مایل) عرض دارد و به شکل «تخته اتو غول پیکر» و تقریباً به اندازهٔ کورنوال توصیف شده‌است. اندازه در هنگام جدا شدن آن ۴۳۲۰ کیلومتر مربع (۱۶۷۰ مایل مربع) تخمین زده شده‌است.